# Patrick-Gabriel Galchev
Patrick-Gabriel Galchev (Zaragoza, 14 de abril de 2001) es un futbolista hispano-búlgaro que juega en la demarcación de defensa para el Lokomotiv Sofia de la Liga Bulgaria A PFG.

## Selección nacional
Tras jugar con la selección de fútbol sub-18 de Bulgaria y la sub-21 hizo su debut con la selección absoluta el 17 de junio de 2023 en un partido de clasificación para la Eurocopa 2024 contra Lituania que finalizó con un resultado de empate a uno tras los goles de Edvinas Girdvainis para Lituania, y de Marin Petkov para el combinado búlgaro.

## Clubes
| Club                     | País     | Año       | Partidos | Goles |
| ------------------------ | -------- | --------- | -------- | ----- |
| PFC Levski Sofia         | Bulgaria | 2020-2025 | 99       | 2     |
| Lokomotiv Sofia (cedido) | Bulgaria | 2025-     |          |       |